# Liste der Bischöfe von Acqui
Die folgenden Männer waren Bischöfe von Acqui:
- Anselmo (1215–1226)
- Alberto de Ancisa (1251–1252)
- Enrico (1252–1258)
- Alberto (1258–1270)
- Baudicio (1276–1277)
- Oglerio (1283–1304)
- Oddone Belingeri (1305–?)
- Guido de Ancisa (1342–?)
- Giacomo (1373)
- Francesco (1373–1380)
- Corrado Malaspina OFM (1380–?)
- Enrico Scarampi (1396–1404), danach Bischof von Belluno e Feltre
- Bonifacio da Corgnato OFM (1403–?)
- Percivalle di Sigismondo (1408–?)
- Matteo Gisalberti (1423–1427)
- Bonifacio di Sigismondo (1427–?)
- Tommaso de Regibus (1450–1483)
- Costantino Marcuchi (Marenco) (1484–1497)
- Ludovico Bruno (1499–1508)
- Domenico Solino (1508–?)
- Gianvincenzo Carafa (1528–1534)
- Pierre Van Der Worst (1535–1549)
- Bonaventura Fauni-Pio OFMConv (1549–1558)
- Pietro Fauno Costacciaro (1558–1585)
- Gian Francesco Biandrate di San Giorgio Aldobrandini (1585–1598)
- Camillo Beccio OSA (1598–1620)
- Gregorius Pedrocca OFM (1620–1632)
- Felix Crocca OFMConv (1632–1645)
- Giovanni Ambrogio Bicuti (1647–1675)
- Carlo Antonio Gozzano (1675–1721)
- Giovanni Battista Rovero (Rotario da Pralormo) (1727–1744), danach Erzbischof von Turin
- Alessio Ignazio Marucchi (1744–1754)
- Carlo Giuseppe Capra (1755–1772)
- Giuseppe Maria Corte (1773–1783), danach Bischof von Mondovi
- Carlo Luigi Buronzo del Signore (1784–1791), danach Bischof von Novara
- Giacinto della Torre OESA (1797–1805), danach Erzbischof von Turin
- Maurice-Jean-Magdalène de Broglie (1805–1807), danach Bischof von Gent
- Luigi Antonio Arrighi de Casanova (1807–1809)
- Carlo Giuseppe Maria Sappa de Milanes (1817–1834)
- Modesto (Luigi Eugenio) Contratto OFMCap (1836–1867)
- Giuseppe Maria Sciandra (1871–1888)
- Giuseppe Marello O.S.I. (1889–1895)
- Pietro Balestra OFMConv (1895–1900), danach Erzbischof von Cagliari
- Disma Marchese (1901–1925)
- Lorenzo Del Ponte (1926–1942)
- Giuseppe Dell’Omo (1943–1976)
- Giuseppe Moizo (1976–1979)
- Livio Maritano (1979–2000)
- Pier Giorgio Micchiardi (2000–2018)
  - Carlo Roberto Maria Redaelli (2016–2018), Apostolischer Administrator
- Luigi Testore (seit 2018)